# Kenneth Omeruo
Kenneth Omeruo, född 17 oktober 1993 i Kaduna, är en nigeriansk fotbollsspelare som spelar för Leganés. Han spelar också för Nigerias landslag.

## Meriter
Nigeria
- Afrikanska mästerskapet: 2013